# Lo guarracino
‘O Guarracino è una celebre canzone in napoletano al ritmo di tarantella, di autore ignoto della fine del '700.
La canzone narra una vicenda di amori e liti tra pesci.
Il guarracino si innamora della sardella, ex fidanzata dell'alletterato che, a causa della soffiata della patella, viene a sapere del nuovo amore e scatena una rissa tra avverse fazioni di pesci. La lite si estende a tutti i pesci del vicinato che se ne danno di santa ragione. La canzone non termina in modo compiuto, perché al cantante manca il fiato, perciò chiede ai presenti di concedergli una bevuta ristoratrice alla salute dei convenuti.
Tra le interpretazioni più celebri vi sono quella di Sergio Bruni in una prima antologia del 1956 con l'orchestra sinfonica diretta dal maestro Giuseppe Anepeta, successivamente inserita nella raccolta Pentagramma Napoletano e riproposta nella sua Antologia della Canzone Napoletana, realizzata tra il 1984 e il 1991, Roberto Murolo nella sua Antologia napoletana, quella di Fausto Cigliano accompagnato da Mario Gangi e quella della Nuova Compagnia di Canto Popolare, con voci polifoniche e virtuosismi di strumenti a plettro e percussioni.

## Testo della canzone con l'enumerazione delle specie ittiche
Nella canzone sono enumerati, in napoletano, i nomi di numerose varietà di pesci, molluschi e crostacei.
Nel seguito viene riportato il testo con i collegamenti alle specie di pesce menzionate:
'O Guarracino che jéva pe mare
le venne voglia de se 'nzorare,
se facette nu bello vestito
de scarde de spine pulito pulito
cu na perucca tutta 'ngrifata
de ziarèlle 'mbrasciolata,
co lo sciabò, scolla e puzine
de ponte angrese fine fine.
Cu li cazune de rezze de funno,
scarpe e cazette de pelle de tunno,
e sciammeria e sciammereino
d'aleche e pile de voje marino,
co buttune e bottunera
d'uocchie de purpe, secce e  fera,
fibbia, spata e sciocche 'ndorate
de niro de secce e fele d'achiate.
Doje belle cateniglie
de premmone de conchiglie,
no cappiello aggallonato
de codarino d'aluzzo salato,
tutto pòsema e steratiello,
ieva facenno lo sbafantiello
e gerava da ccà e da llà;
la 'nnammorata pe se trovà!

La Sardella a lo barcone
steva sonanno lo calascione;
e a suono de trommetta
ieva cantanno st'arietta:
«E llarè lo mare e lena
e la figlia da sià Lena
ha lasciato lo nnamorato
pecché niente l ha rialato».
Lo Guarracino 'nche la guardaje
de la Sardella se 'nnamoraje;
se ne jette da na Vavosa
la cchiù vecchia maleziosa;
l'ebbe bona rialata
pe mannarle la mmasciata:
la Vavosa pisse pisse
chiatto e tunno nce lo disse.
La Sardella 'nch'a sentette
rossa rossa se facette,
pe lo scuorno che se pigliaje
sotto a no scuoglio se 'mpizzaje;
ma la vecchia de la Vavosa
subbeto disse: «Ah schefenzosa!
De sta manera non truove partito
'ncanna te resta lo marito.
Se aje voglia de t'allocà
tanta smorfie non aje da fa';
fora le zeze e fora lo scuorno,
anema e core e faccia de cuorno».
Ciò sentenno la sié Sardella
s'affacciaje a la fenestrella,
fece n'uocchio a zennariello
a lo speruto 'nnammoratiello.
Ma la patella che steva de posta
la chiammaje faccia tosta,
tradetora, sbrevognata,
senza parola, male nata,
ch'avea 'nchiantato l'Alletterato
primmo e antico 'nnamorato;
de carrera da chisto jette
e ogne cosa 'lle dicette.
Quanno lo 'ntise lo poveriello
se lo pigliaje Farfariello;
jette a la casa e s'armaje e rasulo,
se carrecaje comm'a no mulo
de scoppette e de spingarde,
povere, palle, stoppa e scarde;
quattro pistole e tre bajonette
dint'a la sacca se mettette.
'Ncopp'a li spalle sittanta pistune,
ottanta mbomme e novanta cannune;
e comm'a guappo Pallarino
jeva trovanno lo Guarracino;
la disgrazia a chisto portaje
che mmiezo a la chiazza te lo 'ncontraje:
se l'afferra p' 'o crovattino
e po lle dice: "Ah malandrino!
Tu me lieve la 'nnammorata
e pigliatella sta mazziata".
Tuffete e taffete a meliune
le deva pàccare e secuzzune,
schiaffe, ponie e perepesse,
scoppolune, fecozze e conesse,
scerevecchiune e sicutennosse
e ll'ammacca osse e pilosse.
Venimmoncenne ch'a lo rommore
pariente e amice ascettero fore,
chi co mazze, cortielle e cortelle,
chi co spate, spatune e spatelle,
chiste co barre e chille co spite,
chi co ammennole e chi co antrite,
chi co tenaglie e chi co martielle,
chi co torrone e sosamielle.
Patre, figlie, marite e mogliere
s'azzuffajeno comm'a fere.
A meliune correvano a strisce
de sto partito e de chillo li pisce
Che bediste de sarde e d'alose!
De palaje e raje petrose!
Sarache, dientece ed achiate,
scurme, tunne e alletterate!
Pisce palumme e pescatrice,
scuorfene, cernie e alice,
mucchie, ricciole, musdee e mazzune,
stelle, aluzze e storiune,
merluzze, ruongole e murene,
capodoglie, orche e vallene,
capitune, auglie e arenghe,
ciefere, cuocce, tracene e tenche.
Treglie, tremmole, trotte e tunne,
fiche, cepolle, laune e retunne,
purpe, secce e calamare,
pisce spate e stelle de mare,
pisce palumme e pisce martielle,
voccadoro e cecenielle,
capochiuove e guarracine,
cannolicchie, ostreche e ancine,
vongole, cocciole e patelle,
pisce cane e grancetielle,
marvizze, marmure e vavose,
vope prene, vedove e spose,
spinole, spuonole, sierpe e sarpe,
scauze, nzuoccole e co le scarpe,
sconciglie, gammere e ragoste,
vennero nfino co le poste.
Capitune, saure e anguille,
pisce gruosse e piccerille,
d'ogni ceto e nazione,
tantille, tante, cchiu tante e tantone!
Quanta botte, mamma mia!
Che se devano, arrassosia!
A centenare le barrate!
A meliune le petrate!
Muorze e pizzeche a beliune !
A delluvio li secozzune!
Non ve dico che bivo fuoco
se faceva per ogne luoco!
Ttè, ttè, ttè, ccà pistulate!
Ttà, ttà, ttà, ccà scoppettate!
Ttù, ttù, ttù, ccà li pistune!
Bu, bu, bu, llà li cannune!
Ma de canta' so già stracquato
e me manca mo lo sciato;
sicché dateme licienzia,
graziosa e bella audenzia,
nfi che sorchio na meza de seje,
co ssalute de luje e de leje,
ca se secca lo cannarone
sbacantànnose lo premmóne.